# ダーリン (桑田佳祐の曲)
「ダーリン」（英語: Darling）は、桑田佳祐の楽曲。自身の11作目のシングルとして、タイシタレーベル / SPEEDSTAR RECORDSから12cmCD・12インチレコードで2007年12月5日に発売された。
2016年2月26日にはダウンロード配信、2019年12月20日にはストリーミング配信を開始した。

## 背景・リリース
前作「風の詩を聴かせて」から約3か月半ぶりとなった作品。
初回限定盤（CD）・通常盤（CD）・アナログ盤（LP）の3パターンで発売され、初回限定盤には特典として「"Darling"トゥインクルバッジ」を封入している。

## チャート成績
2007年12月15日付のオリコン週間ランキングで初週9.4万枚を売り上げて、初登場1位を獲得した。ソロシングルとしては、2001年発売の「波乗りジョニー」から6作連続・通算7作目の首位獲得となった。また、グループ出身の男性ソロ歌手としての通算7作目の首位獲得は氷室京介と並ぶ歴代1位タイ記録となった。
オリコンによる本作の登場週数は12週である。

## 収録曲
- 収録時間：15:47

1. ダーリン (4:41)
（作詞・作曲・編曲：桑田佳祐 / 弦編曲：桑田佳祐・片山敦夫 / 管編曲：桑田佳祐・山本拓夫）
自身出演のアサヒ飲料「WONDA 圧力仕立て 金の微糖」CMソング。ユニクロ「Life Wear/ダウン 冬の海編」CMソング[注釈 1]。
歌詞の舞台は横浜であり、歌詞の中には本牧埠頭、中華街、山手といった横浜の地名が登場する。「ちょいワル」な男が主人公のストーリー仕立ての楽曲で、「ザ・ゴールデン和製ソウル」と銘打った1970年代の歌謡曲の雰囲気を漂わせるアレンジが特徴になっている[11]。桑田は発売当時のインタビューで学生時代にロック音楽が好きだった一方で歌謡曲にも魅かれていたが[注釈 2]、それを本人が言うには「馬鹿だったから」という理由で当時は周りに言えなかったことや、自身が年齢や音楽的なキャリアを重ねたことで「だから今はもう自信を持ってね、歌手として日本人として声を大にして歌謡曲のファン、申し子であることをカミングアウトできるんです（笑）」といった心境に至ったことを語っている[1]。
ミュージック・ビデオの撮影は歌詞の舞台である横浜で行われ、また元AV女優の夏目ナナが出演した[15]。
2. 現代東京奇譚 (5:08)
（作詞・作曲・編曲：桑田佳祐 / 弦・管編曲：斎藤ネコ）
映画『闇の子供たち』主題歌。
表題曲と同様に歌謡曲を意識しており、桑田は「果たしてこの曲は、あのとき[注釈 3]歌った〈ザ・ピーナッツ〉や〈欧陽菲菲〉など、僕が影響を受けてきた人達へのオマージュがいっぱい詰まっているといっても過言ではない」[16]と断言している。また、斎藤誠は「ロックと歌謡曲の二軸を持った桑田さんの魅力が前面に出た曲」と評価している[18]。
桑田は映画のラッシュ（仮制作のフィルム）を見た上で歌詞を書いており、最初こそは内容が映画寄りになることに戸惑ったものの、「ものすごい吸引力がある映画だったから、大いに引っ張られました」と語っている[1]。
3. THE COMMON BLUES 〜月並みなブルース〜 (5:58)
（作詞・作曲・編曲：桑田佳祐）
歌詞はコード進行の手癖やベテランシンガーソングライターとしての葛藤を赤裸々に歌ったものになっている[19]。仮タイトルは「大仏」である[1]。
「明日晴れるかな」などソロ楽曲の製作を始めた2006年12月のいわゆる"合宿"の際にレコーディングが始まった[1]。

## 参加ミュージシャン
- ダーリン
  - 桑田佳祐:Vocal, Chorus, Sleigh Bells, Hand Claps, Finger Snaps
  - 斎藤誠:Electric Guitar, Electric Sitar, Hand Claps
  - 角田俊介:Bass, Hand Claps
  - 鎌田清:Drums
  - 片山敦夫:Electric Piano, Hand Claps
  - 成田昭彦:Percussion
  - 西村浩二:Trumpet
  - 村田陽一:Trombone
  - 山本拓夫:Tenor Sax
  - 金原千恵子ストリングス:Strings
  - 原由子:Chorus
  - 角谷仁宣:Computer Programming

- 斎藤誠 by the courtesy of tearbridge production／AVEX ENTERTAINMENT INC.

- 現代東京奇譚
  - 桑田佳祐:Vocal, Chorus
  - 斎藤誠:Electric & Acoustic Guitars
  - 角田俊介:Bass
  - 成田昭彦:Drums, Percussion
  - 片山敦夫:Piano, Keyboards
  - 西村浩二:Trumpet
  - 菅坡雅彦:Trumpet
  - 横山均:Trumpet
  - 村田陽一:Trombone
  - 奥村晃:Trombone
  - 篠崎卓美:Trombone
  - 高桑英世:Flute, Piccolo
  - 岩佐和弘:Flute
  - 藤田乙比古:Horn
  - 勝俣泰:Horn
  - 朝川朋之:Harp
  - グレート栄田ストリングス:Strings
  - 斎藤ネコ:Orchestra Arrangement, Conductor
  - 角谷仁宣:Computer Programming

- THE COMMON BLUES 〜 月並みなブルース〜 
  - 桑田佳祐:Vocal, Chorus, Electric Guitar
  - 小倉博和:Electric Guitar
  - 琢磨仁:Bass
  - 鎌田清:Drums
  - 片山敦夫:Wurlitzer
  - 成田昭彦:Percussion
  - 西村浩二:Trumpet
  - 山本拓夫:Tenor Sax
  - 角谷仁宣:Computer Programming

## 収録アルバム
| 曲名                                  | 作品名                                          |
| ------------------------------------- | ----------------------------------------------- |
| ダーリン                              | 桑田さんのお仕事 07/08 〜魅惑のAVマリアージュ〜 |
| ダーリン                              | I LOVE YOU -now & forever-                      |
| ダーリン                              | いつも何処かで                                  |
| 現代東京奇譚                          | 桑田さんのお仕事 07/08 〜魅惑のAVマリアージュ〜 |
| 現代東京奇譚                          | I LOVE YOU -now & forever-                      |
| 現代東京奇譚                          | いつも何処かで                                  |
| THE COMMON BLUES 〜月並みなブルース〜 | 桑田さんのお仕事 07/08 〜魅惑のAVマリアージュ〜 |

## ミュージック・ビデオ収録作品
| 曲名                                  | 作品名 |
| ------------------------------------- | ------ |
| ダーリン                              | MVP    |
| 現代東京奇譚                          | 未収録 |
| THE COMMON BLUES 〜月並みなブルース〜 | 未収録 |

## ライブ映像作品
| 曲名                                  | 作品名                                                                  | 備考                                                                                      |
| ------------------------------------- | ----------------------------------------------------------------------- | ----------------------------------------------------------------------------------------- |
| ダーリン                              | 桑田さんのお仕事 07/08 〜魅惑のAVマリアージュ〜                         |                                                                                           |
| ダーリン                              | 桑田佳祐の音楽寅さん 〜MUSIC TIGER〜 あいなめBOX                        | DISC 2「♯07 アンプラグド・ライブ殺人事件」 に収録。                                       |
| ダーリン                              | 桑田佳祐 LIVE TOUR & DOCUMENT FILM 「I LOVE YOU -now & forever-」完全盤 |                                                                                           |
| ダーリン                              | がらくたライブ                                                          | ボーナス・トラックとして収録。                                                            |
| ダーリン                              | お互い元気に頑張りましょう!! -Live at TOKYO DOME-                       |                                                                                           |
| 現代東京奇譚                          | 昭和八十三年度! ひとり紅白歌合戦                                        |                                                                                           |
| 現代東京奇譚                          | 桑田佳祐 LIVE TOUR & DOCUMENT FILM 「I LOVE YOU -now & forever-」完全盤 |                                                                                           |
| 現代東京奇譚                          | お互い元気に頑張りましょう!! -Live at TOKYO DOME-                       |                                                                                           |
| THE COMMON BLUES 〜月並みなブルース〜 | 桑田佳祐の音楽寅さん 〜MUSIC TIGER〜 あいなめBOX                        | DISC 2「♯07 アンプラグド・ライブ殺人事件」 に収録。本放送されていない未公開映像でもある。 |